# Ede Dunai
Ede Dunai (ur. 18 grudnia 1949 w Budapeszcie) – węgierski piłkarz grający na pozycji defensywnego pomocnika. Był reprezentantem Węgier.

## Kariera klubowa
Swoją karierę piłkarską Dunai rozpoczął w juniorach klubu Ujlaki FC. W 1967 roku został zawodnikiem budapeszteńskiego Újpestu i w sezonie 1967 zadebiutował w jego barwach w pierwszej lidze węgierskiej. W Újpescie grał do końca sezonu 1980/1981. Z klubem tym wywalczył dziewięć tytułów mistrza Węgier w sezonach 1969, 1970, 1970/1971, 1971/1972, 1972/1973, 1973/1974, 1974/1975, 1977/1978 i 1978/1979 oraz cztery wicemistrzostwa Węgier w sezonach 1967, 1968, 1976/1977 i 1979/1980. Zdobył trzy Puchary Węgier w sezonach 1969, 1970 i 1974/1975. W sezonie 1968/1969 dotarł z nim do finału Pucharu Miast Targowych, jednak Újpest uległ w dwumeczu Newcastle United (0:3, 2:3). Dunai wystąpił w obu finałowych meczach. Wraz z Újpestem grał dotarł też do półfinału Pucharu Mistrzów (w sezonie 1973/1974), w którym Újpest uległ w dwumeczu Bayernowi Monachium (1:1, 0:3).
W sezonie 1981/1982 Dunai grał w 22. sz Volán Budapeszt, a w sezonie 1982/1983 był piłkarzem klubu Volán SC. W sezonie 1983/1984 ponownie występował w 22. sz Volán Budapeszt, w którym zakończył karierę.
| Sezon   | Klub                   | Kraj  | Rozgrywki | Mecze | Gole |
| ------- | ---------------------- | ----- | --------- | ----- | ---- |
| 1967    | Újpest FC              | Węgry | NB I      | 9     | 0    |
| 1968    | Újpest FC              | Węgry | NB I      | 23    | 4    |
| 1969    | Újpest FC              | Węgry | NB I      | 30    | 1    |
| 1970    | Újpest FC              | Węgry | NB I      | 16    | 1    |
| 1970/71 | Újpest FC              | Węgry | NB I      | 30    | 1    |
| 1971/72 | Újpest FC              | Węgry | NB I      | 30    | 0    |
| 1972/73 | Újpest FC              | Węgry | NB I      | 30    | 3    |
| 1973/74 | Újpest FC              | Węgry | NB I      | 30    | 5    |
| 1974/75 | Újpest FC              | Węgry | NB I      | 28    | 3    |
| 1975/76 | Újpest FC              | Węgry | NB I      | 28    | 1    |
| 1976/77 | Újpest FC              | Węgry | NB I      | 29    | 0    |
| 1977/78 | Újpest FC              | Węgry | NB I      | 33    | 0    |
| 1978/79 | Újpest FC              | Węgry | NB I      | 32    | 0    |
| 1979/80 | Újpest FC              | Węgry | NB I      | 33    | 1    |
| 1980/81 | Újpest FC              | Węgry | NB I      | 27    | 0    |
| 1981/82 | 22. sz Volán Budapeszt | Węgry | NB II     | ?     | ?    |
| 1982/83 | Volán SC               | Węgry | NB II     | ?     | ?    |
| 1983/84 | 22. sz Volán Budapeszt | Węgry | NB II     | ?     | ?    |

## Kariera reprezentacyjna
W reprezentacji Węgier dunai zadebiutował 15 czerwca 1969 w przegranym 2:3 towarzyskim meczu z Danią, rozegranym w Kopenhadze. W 1972 roku był w kadrze Węgier na Igrzyska Olimpijskie w Monachium, na których zdobył srebrny medal. Grał również w eliminacjach do MŚ 1970 i eliminacjach do Euro 72. Od 1969 do 1975 rozegrał w kadrze narodowej 12 meczów i strzelił 2 gole.